# Louis Petit (archevêque)
Louis Petit est un religieux français de la congrégation des Augustins de l'Assomption, fondateur de la revue Échos de l'Orient, archevêque latin d'Athènes, né à Viuz-la-Chiésaz le 21 février 1868, et mort à Athènes le 5 novembre 1927.

## Biographie

### Formation
Il a fait ses premières études à l'alumnat assomptioniste de Notre-Dame des Châteaux, près d'Albertville. Il suit ensuite les classes d'humanités à l'alumnat de Clairmarais dans le Pas-de-Calais. Puis, en 1880, il part à Osma où se trouve le noviciat expulsé des Assomptionistes. Il fait sa profession religieuse au couvent de Livry n(Seine-et-Oise) qui venait d'ouvrir ses portes aux moines revenus d'exil, le 15 août 1887. Il poursuit des études de philosophie et de théologie à Rome. Il est ordonné prêtre au couvent de Livry le 15 août 1891.

### Érudit spécialiste des Églises d'Orient, fondateur desÉchos d'Orient
En 1893, il se rend pour la première fois en Orient pour enseigner au Séminaire oriental de Phanaraki, à Constantinople. Il est nommé supérieur de la maison de Toulouse, en octobre 1894. Il retourne à Constantinople l'année suivante où le pape Léon XIII a confié aux Assomptionistes les paroisses latine et grecque dans le quartier de Koum-Kapou, à Constantinople, et Kadıköy, anciennement Chalcédoine, avec l'œuvre des Séminaires gréco-slaves.
La maison d'études de Kadi-Keui, ou institut de Kadıköy, est fondé le 7 octobre 1895, sous le nom d'« École pratique des hautes études » et Louis Petit en est nommé le supérieur. La cité de Chalcédoine où s'était déroulé le concile de 451 était un lieu approprié pour des études ecclésiastiques byzantines. À la demande de Léon XIII, son but est de former des prêtres indigènes pratiquant la liturgie byzantine mais reconnaissant la primauté du pape. Son domaine d'activité est l'histoire, la langue et la liturgie des Églises gréco-slaves. Il devient professeur de droit canon oriental, de littérature et de liturgie byzantines. Il va constituer la bibliothèque associée à cette mission avec l'appui de plusieurs institutions françaises et étrangères, parmi lesquelles le syllogue littéraire grec de Constantinople dont il a fait partie. Il a aussi été membre de l'Institut archéologique russe de Péra.
En octobre 1897, la mission d'études fait paraître sous sa direction le premier fascicule des Échos de l'Orient traitant de droit canon, de liturgie, d'archéologie, d'histoire et de géographie orientales. En 1900, Louis Petit écrit un article dans les Échos de l'Orient où propose la refonte de l’Oriens Christianus de Michel Le Quien sous la forme de monographies indépendantes. Il a publié de nombreux articles dans différentes revues comme la Revue de l'Orient chrétien, la Byzantinische Zeitsehrift, le Vizantiiski Vremennik, le Bulletin de l'Institut archéologique russe de Constantinople, et dans différents dictionnaires et encyclopédies catholiques.
Avec le R. P. Jules Pargoire, il a fait deux voyages d'exploration scientifique dans la communauté monastique du mont Athos, en juillet-août 1901 et en avril-juin 1905 qui ont permis d'enrichir la connaissance de nombreux manuscrits et de permettre la constitution d’un Corpus des textes épigraphiques athonites et la publication d'un premier Recueil des inscriptions chrétiennes de l'Athos publié avec Jules Pargoire et Gabriel Millet, en 1904.
Il est associé à l'abbé Jean-Baptiste Martin, professeur à la Faculté catholique de Lyon, pour assurer la reproduction et la continuation de la Sacrorum conciliorum, nova et amplissima collectio de Giovanni Domenico Mansi entreprise par l'éditeur parisien Hubert Welter, à partir de 1901 jusqu'en 1927. Il va se charger plus particulièrement des conciles et documents synodiques orientaux. La recherche de documents l'a amené à Rome. À partir de 1908, et pendant trois années, il est à Rome pour y mener une vie de chercheur et d'éditeur de textes. Ils ajoutent un supplément au tome 31 concernant le concile de Florence, et termine la collection avec le tome 53 sur le concile du Vatican.
Il est membre du Chapitre général de sa congrégation depuis 1906. Il a reçu le titre et les fonctions d'Assistant général, en 1911. Sa connaissance des églises orientales est utilisée pour assurer des tâches délicates, en particulier pour l'Église orientale unie à Rome. La science byzantine et les travaux liturgique, historique, théologique et patristique du monde gréco-slave lui ont permis une grande considération dans les milieux orientaux. Il est théologien et consulteur pendant le concile des Arméniens catholiques. À la suite de la mort, le 6 mai 1903, du R. P. Alfred Mariage, supérieur des missions assomptionistes en Orient depuis 1892, il a assurer le supériorat intérimaire de toutes les missions assomptionistes en Orient, jusqu'en décembre.
Il a proposé la création de deux institutions romaines au cours de sa visite ad limina au pape Benoît XV, en septembre 1916, l'Institut pontifical oriental dont il a été le recteur, et la Congrégation pour les Églises orientales.

### Archevêque latin d'Athènes
L'archidiocèse latin d'Athènes a été érigé par le pape Pie IX le 23 juillet 1875. Le pape Pie X a nommé Louis Petit archevêque latin d'Athènes et délégué apostolique en Grèce (en), le 4 mars 1912. L'évêque de Montpellier, le cardinal François-Marie-Anatole de Rovérié de Cabrières, lui a donné la consécration épiscopale le 25 avril de la même année ; les co-consécrateurs étaient Pierre-Lucien Campistron, évêque d'Annecy, et Agostino Zampini OESA, vicaire général de Sa Sainteté pour la Cité du Vatican. Il va devoir administrer une communauté catholique d'origine diverse : descendants de marchands vénitiens et génois installés dans les îles ioniennes, réfugiés du Risorgimento à Corfou et Zante, ouvriers italiens aux mines du Laurion, ouvriers émigrés d'Italie du sud, émigrés Maltais et Irlandais dans les îles pendant le protectorat britannique, fonctionnaires bavarois du roi Othon. Les prêtres représentent cette communauté et le caractère franc et mordant de l'archevêque Louis Petit ne lui a pas permis d'arriver à une bonne entente avec eux.
Si la communauté orthodoxe est largement majoritaire en Grèce et s'est constituée en église autocéphale indépendante du patriarcat de Constantinople en 1833 reconnue par le patriarche orthodoxe de Constantinople en 1850. La communauté catholique s'est organisée à partir de 1830. La France a fait garantir le « libre et public exercice » de la religion catholique ainsi que l’égalité « dans tous les rapports religieux, civils et politiques » pour tous les sujets du futur état grec indépendamment de leur confession au moment des discussions à la conférence de Londres. À partir de 1921, il a joué un rôle d'entremetteur entre le gouvernement grec et le Saint-Siège pour l'établissement de relations diplomatiques et l'établissement d'un concordat. La Grande Catastrophe, phase finale de la deuxième guerre gréco-turque, a arrêté ces discussions. L'archevêque Louis Petit a mis sur pied un centre d'accueil pour les réfugiés d'Asie mineure dès septembre 1922.
Il a démissionné de son poste d'archevêque latin d'Athènes le 24 juin 1926, le pape le nomme archevêque titulaire de Corinthe.

## Publications

### Livres
- Vie et office de Michel le Maléinote suivis du traité ascétique de Basile le Maléinote, Paris, Librairie A. Picard et fils, coll. « Bibliothèque hagiographique orientale », 1903, 69 p. (lire en ligne)
- Vie et office de saint Euthyme le Jeune (trad. du grec par Louis Petit), Paris, Librairie A. Picard et fils, coll. « Bibliothèque hagiographique orientale », 1904 (lire en ligne)
- Gabriel Millet, Jules Pargoire et Louis Petit, Recueil des inscriptions chrétiennes de l'Athos, t. 1re partie, Paris, Albert Fontemoing éditeur, coll. « Bibliothèque des Écoles françaises d'Athènes et de Rome no 91 », 1904, 192 p., 11 planches, compte-rendu par Sophrone Pétridès, « Recueil des inscriptions chrétiennes du mont Athos. Première partie », Échos de l'Orient, t. 7, no 47,‎ 1904, p. 242-243 (lire en ligne)
- Documents relatifs au concile de Florence : II- Œuvres anticonciliaires de Marc d'Ephèse. Documents VII-XXIV (trad. du latin par Louis Petit), t. XVII-Fascicule 2, Turnhout, Éditions Brepols, coll. « Patrologia Orientalis », 1923, 386 p. (lire en ligne), chap. 83
- Bibliographie des acolouthies grecques, Bruxelles, Société des Bollandistes, coll. « Subsidia Hagiographica », 1926, 308 p.
- Documents relatifs au concile de Florence : I-La question du purgatoire à Ferrare. Documents I-VI (trad. du latin par Louis Petit), t. XV-Fascicule 1, Turnhout, Éditions Brepols, coll. « Patrologia Orientalis », 1990, 109 p. (lire en ligne), chap. 72

Il a donné de nombreux articles dans le Dictionnaire de théologie catholique, dans le Dictionnaire d'histoire et de géographie ecclésiastiques, le Dictionnaire d'archéologie chrétienne et de liturgie, dans the Catholic Encyclopedia et dans la Sacrorum Conciliorum amplissima Collectio (Mansiana) continuata.

### Dans la revueÉchos de l'Orient
- « Le Syllogue littéraire grec de Constantinople », Échos de l'Orient, t. 1, no 2,‎ 1897, p. 59-62 (lire en ligne)
- « Le manuel canonique du moine Christophore », Échos de l'Orient, t. 2, no 3,‎ 1898, p. 103-106 (lire en ligne)
- « L'entrée des catholiques dans l'Église orthodoxe », Échos de l'Orient, t. 2, no 4,‎ 1899, p. 129-138 (lire en ligne)
- « Le canoniste Agapios Leonardos », Échos de l'Orient, t. 2, no 5,‎ 1899, p. 204-206 (lire en ligne)
- « Vie et ouvrages de Néophyte le Reclus », Échos de l'Orient, t. 2, no 6,‎ 1899, p. 257-268 (lire en ligne), no 7, p. 372
- « La grande controverse des Colybes », Échos de l'Orient, t. 2, no 7,‎ 1899, p. 321-331 (lire en ligne)
- « Du pouvoir de consacrer le Saint-Chrême », Échos de l'Orient, t. 3, no 1,‎ 1899, p. 1-7 (lire en ligne)
- « Nova et Vetera. À propos d'une découverte liturgique », Échos de l'Orient, t. 3, no 1,‎ 1899, p. 50-51 (lire en ligne)
- « Composition et consécration du Saint-Chrême », Échos de l'Orient, t. 3, no 3,‎ 1900, p. 129-142 (lire en ligne)
- « Découverte archéologique de M. Ouspensky », Échos de l'Orient, t. 3, no 4,‎ 1900, p. 209-211 (lire en ligne)
- « Note sur les homélies de Léon le Sage », Échos de l'Orient, t. 3, no 4,‎ 1900, p. 245-249 (lire en ligne)
- « Le moine Agapios Landos », Échos de l'Orient, t. 3, no 5,‎ 1900, p. 278-285 (lire en ligne)
- « Un nouvel « Oriens christianus » », Échos de l'Orient, t. 3, no 6,‎ 1900, p. 326-333 (lire en ligne)
- « Euchologie latine et euchologie grecque, à propos d'une récente publication », Échos de l'Orient, t. 4, no 1,‎ 1900, p. 1-9 (lire en ligne)
- « Les évêques de Thessalonique », Échos de l'Orient, t. 4, no 3,‎ 1901, p. 136-145 (lire en ligne), no 4, p. 212-221, t. 5, no 1, p. 26-33, no 2, p. 90-97, 1902, t. 5, no 3, p. 150-156, no 4, p. 212-219
- « Deux mots sur Pierre Gilles », Échos de l'Orient, t. 5, no 6,‎ 1902, p. 375-377 (lire en ligne)
- « Nouveaux évêques de Thessalonique », Échos de l'Orient, t. 6, no 42,‎ 1903, p. 292-298 (lire en ligne)
- « Macaire de Thessalonique », Échos de l'Orient, t. 8, no 54,‎ 1905, p. 272-274 (lire en ligne)
- « Entre Anglicans et Orthodoxes au début du XVIIIe siècle (1716-1725) », Échos de l'Orient, t. 8, no 55,‎ 1905, p. 321-328 (lire en ligne)
- « La réforme judiciaire d'Andronic Paléologue (1329) », Échos de l'Orient, t. 9, no 58,‎ 1906, p. 134-138 (lire en ligne)
- « Un poids byzantin inédit », Échos de l'Orient, t. 10, no 65,‎ 1907, p. 199-200 (lire en ligne)
- « Le R. P. Jules Pargoire », Échos de l'Orient, t. 10, no 66,‎ 1907, p. 257-259 (lire en ligne)
- « Un texte de saint Jean Chrysostome sur les images », Échos de l'Orient, t. 11, no 69,‎ 1908, p. 80-81 (lire en ligne)
- « Le synodicon de Thessalonique », Échos de l'Orient, t. 18, no 114,‎ 1918, p. 236-254 (lire en ligne)

### Dans laRevue de l'Orient chrétien
- « Règlements généraux de l'église orthodoxe en Turquie », Revue de l'Orient chrétien, t. III,‎ 1898, p. 393-424 (lire en ligne), 1899, t.IV, p. 227-246
- « Règlements généraux des Arméniens catholiques », Revue de l'Orient chrétien, t. IV,‎ 1899, p. 305-317 (lire en ligne)
- « Vie et office de saint Euthyme le Jeune », Revue de l'Orient chrétien, t. VIII,‎ 1903, p. 155-205 (lire en ligne), texte grec, p. 503-536
- « Déposition du patriarche Marc Xylocaravi (15 janvier 1467) », Revue de l'Orient chrétien, t. VIII,‎ 1903, p. 144-149 (lire en ligne)
- « Une bagarre au Saint-Sépulcre en 1698 », Revue de l'Orient chrétien, t. VIII,‎ 1903, p. 471-477 (lire en ligne)
- « Bulle du patriarche Métrophane sur le mariage (août 1565) », Revue de l'Orient chrétien, t. IX,‎ 1904, p. 139-144 (lire en ligne)
- « Note sur l'église de Marc d'Éphèse à Lemnos », Revue de l'Orient chrétien, t. XXIII,‎ 1922-1923, p. 414-415 (lire en ligne)

### Dans leBulletin archéologique russe de Constantinople
- « Le monastère de Notre-Dame de Pitié en Macédoine », Bulletin archéologique russe de Constantinople, t. VI,‎ 1900, p. 1-153, compte-rendu par Sophrone Pétridès, « Le monastère de Notre-Dame de Pitié en Macédoine », Échos de l'Orient, t. IV, no 5,‎ 1901, p. 310-311 (lire en ligne)
- « Monodie de Théodore Prodrome sur Étienne Skylitzès, métropolitain de Trébizonde », Bulletin archéologique russe de Constantinople, t. VIII,‎ 1902, p. 1-14
- « Typicon du monastère Kosmosotira près d'Ænos (1152) », Bulletin archéologique russe de Constantinople, t. XIII,‎ 1908, p. 17-77

### Dans la revueAnalecta Bollandiana
- « Vie de Saint Athanase l'Athonite », Analecta Bollandiana, t. XXV,‎ 1906, p. 5-89 (lire en ligne)
- « Saint Jean Xénos ou l'Ermite d'après son autobiographie », Analecta Bollandiana, t. XLII,‎ 1924, p. 5-20 (lire en ligne)

### Dans la revueLes Contemporainspubliée par Maison de la Bonne Presse
Il a publié des biographies sous les noms de Kutchuk Effendi, Loudvikof ou Landvicof :
- Le sultan Mahmoud II (1785-1839), 1898, no 299,
- Méhémet-Ali (1769-1849), 1898, no 300,
- Le sultan Abdul-Medjid (1823-1861), 1899, no 333,
- Le sultan Abdul-Azis (1830-1875), 1899, no 334,
- L'émir Béchir, prince du Liban (1767-1849), 1899, no 350,
- Othon Ier, roi de Grèce, 1899, no 357
- Ibrahim-Pacha (1789-1848), 1899, no 367,
- Le sultan Sélim III (1761-1808), 1900, no 380,
- Soliman-Pacha (général Sève 1788-1860), 1900, no 391,
- Alexandre de Battemberg, prince de Bulgarie, 1900, no 408,
- Pierre Ier, prince de Monténégro, 1901, no 437,
- Stamboulof, 1902, no 505.

## Distinctions
- Chevalier de la Légion d'honneur, en 1921.
- Commandeur de l'Ordre du Sauveur grec, en 1921[4].